# Addio a Berlino
Addio a Berlino (Goodbye to Berlin) è un romanzo di Christopher Isherwood, pubblicato a Londra da Hogarth Press nel 1939 e ambientato nella Germania durante il periodo della Repubblica di Weimar; considerato spesso come l'ideale continuazione di Mr Norris se ne va del 1935, assieme al quale costituisce un dittico.
L'opera, semi-autobiografica, consta di sei episodi ("Diario berlinese (autunno 1930)", "Sally Bowles", "Sull'isola di Ruegen (estate 1931)", "I Nowak", "I Landauer" e "Diario berlinese (inverno 1932-'33)"), nei quali vengono narrate le vicende di alcuni personaggi nella Berlino prenazista degli anni trenta.

## Trama
Trasferitosi in Germania per lavorare ad un suo romanzo, Isherwood (l'io narrante) viene presto introdotto alla conoscenza di varie personalità del luogo in cui si trova: la padrona di casa signora Schroeder; la giovane "divinamente decadente" Sally Bowles; una ragazza inglese che canta nel locale cabaret e la cerchia più stretta dei suoi ammiratori; Natalia Landauer, ricca ereditiera di una prospera famiglia d'origine ebraica padrona d'un'azienda; infine Peter e Otto, una coppia omosessuale che lotta per far accettare la propria relazione e sessualità alla luce del sorgente nazismo.
Pubblicato per la prima volta nel 1939, il libro mette in evidenza i gruppi di persone che si trovavano più a rischio d'intimidazione, se non d'aggressione e persecuzione, da parte dei seguaci di Adolf Hitler: artisti, donne libere, ebrei ed omosessuali.

## Trasposizioni teatrali e cinematografiche
Il romanzo ha ispirato un lavoro teatrale, I Am a Camera scritto da John Van Druten. Dal libro e dalla pièce sono state tratte alcune versioni cinematografiche:
- La donna è un male necessario (I Am a Camera), regia di Henry Cornelius (1955)
- Cabaret, regia di Bob Fosse (1972)
- To cabare film tv, regia di Takis Vougiouklakis (1979)
- Cabaret film tv, regia di Sam Mendes (1993)

## Edizioni
- Addio a Berlino, traduzione dall'inglese di Maria Martone, Roma, Longanesi, 1944.
- Addio a Berlino, collana Romanzi moderni, Garzanti, 1966.
- Addio a Berlino, collana i Garzanti, Milano, Garzanti, 1975.
- Addio a Berlino, collana gli Elefanti Narrativa, Milano, Garzanti, 1993.
- Addio a Berlino, traduzione di Laura Noulian, collana Fabula n. 257, Milano, Adelphi, 2013, ISBN 978-88-45-92777-5.